# Chicanos Story
Pour plus de détails, voir Fiche technique et Distribution.
Chicanos Story (Zoot Suit) est un film américain réalisé par Luis Valdez, sorti en 1981.
Cette œuvre est la transposition cinématographique de la pièce de théâtre intitulée Zoot Suit et écrite par le réalisateur, Luis Valdez. Elle fait le récit d'un procès survenu dans les années 1940 dans lequel certains garçons d'origine mexicaines (chicanos) sont accusés à tort d'un meurtre surnommé par la presse locale meurtre du Sleepy Lagoon, d'après le surnom d'un bassin de rétention près de Los Angeles où on a retrouvé l'homme qui allait décéder de blessures apparentes.
Le titre original zoot suit se réfère au costume composé d'une veste et d'un large pantalon.

## Synopsis
1942. Un jeune homme est retrouvé blessé, à l'agonie, près de Los Angeles et meurt lors de son transfert à l'hôpital. Très vite, les accusations de meurtre se portent sur une quinzaine de jeunes chicanos, fils d'immigrés mexicains. Leurs mauvaises réputations de gang et leur look zazou extravagant ne jouent pas en leur faveur. Ajouté à cela un procès entaché iniquité et de préjugés, et malgré l'absence de preuves, les chicanos se font condamner en première instance à des peines d'incarcération à vie. Il s'agit de leur combat pour faire reconnaître leur innocence jusqu'à leur libération,.

## Fiche technique
- Titre original : Zoot Suit
- Titre français : Chicanos Story
- Réalisation : Luis Valdez[1]
- Scénario : Luis Valdez
- Décors : Tom John
- Costumes : Yvonne Wood
- Photographie : David Myers
- Montage : Jacqueline Cambas
- Musique : Lalo Guerrero, Daniel Valdez
- Chorégraphie : Patricia Birch
- Production : Gordon Davidson, Moctesuma Esparza, Peter Burrell, Robert Katz
- Société(s) de production : Universal Pictures
- Pays de production : États-Unis
- Année : 1981
- Langue : anglais
- Format : couleur – 1,85:1
- Genre : drame, film musical
- Durée : 103 minutes
- Dates de sortie : 
  - États-Unis : 2 octobre 1981 (limitée)
  - Mexique : 18 novembre 1981 (Muestra Internacional de Cine)
  - États-Unis : nc
  - France : 8 juin 1983 (LMD Coline)

## Distribution
- Daniel Valdez : Henry Reyna
- Edward James Olmos : El Pachuco
- Charles Aidman : George Shearer
- Tyne Daly : Alice Bloomfield
- John Anderson : Juge F.W. Charles
- Abel Franco : Enrique
- Mike Gomez : Joey
- Lupe Ontiveros : Dolores
- Ed Peck : Lt. Edwards
- Tony Plana : Rudy
- Rose Portillo : Della
- Alma Martinez : Lupe
- Angela Moya : Bertha
- Bob Basso : Huissier
- Dennis Stewart : Swabbie
- Diane Rodriguez : Sténographe
- Geno Silva (en) : Galindo
- James Hogan : Garde-côtes
- Kelly Ward : Tommy
- Kim Miyori : Manchuka
- Kurtwood Smith : Sgt. Smith
- Robert Beltran : Lowrider

## Distinctions

### Récompense
- Festival du film policier de Cognac 1983 :
  - Prix de la critique  pour Luis Valdez[1]

### Nominations
- Golden Globes 1982 :
  - Meilleur film musical ou de comédie
- Festival du film policier de Cognac 1983 :
  - Prix de la critique pour Luis Valdez
  - Grand Prix pour Luis Valdez
  - Prix spécial du jury pour Luis Valdez